# Vorstendom Boisbelle

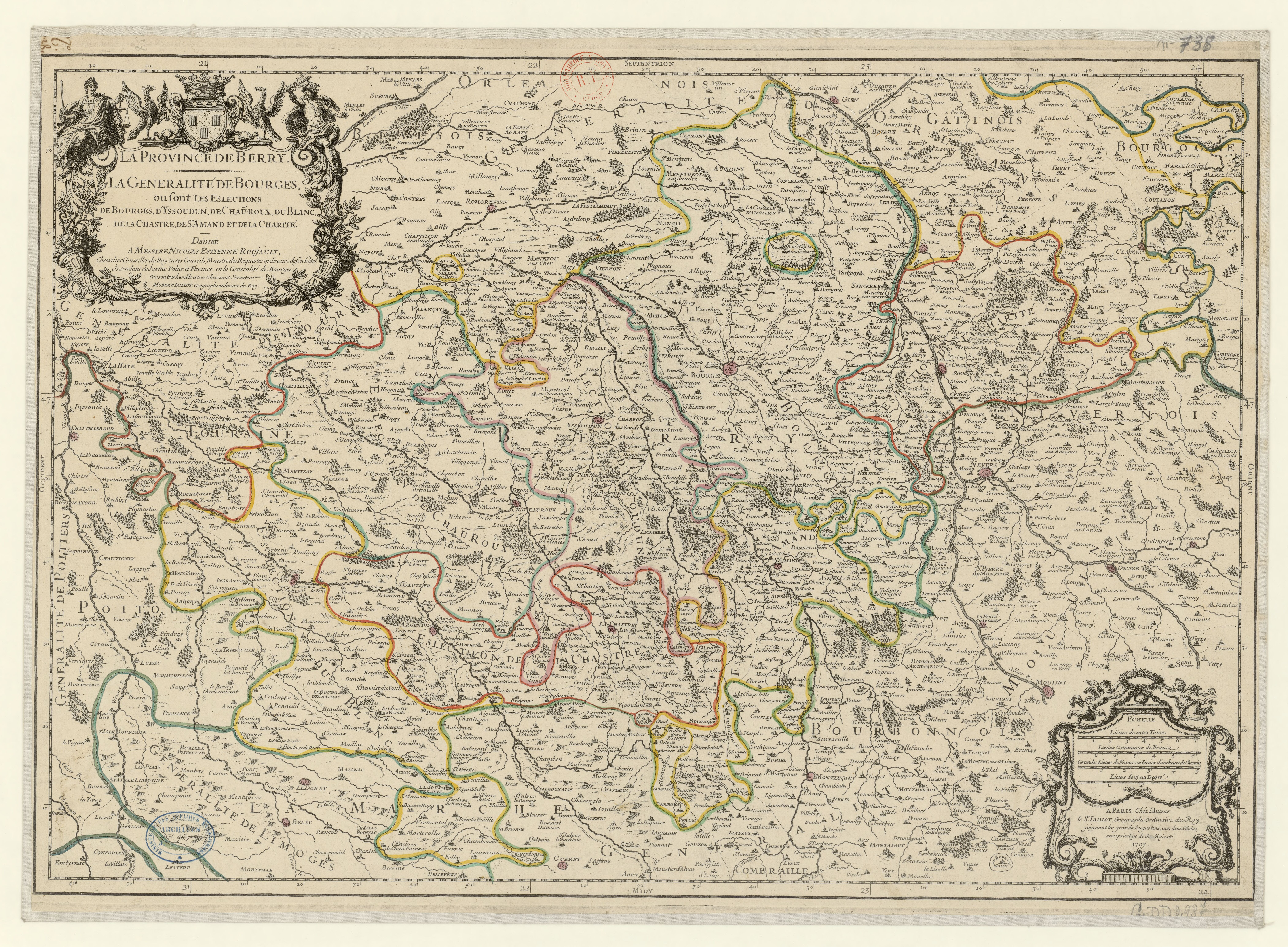
Kaart van de provincie Berry uit 1706, met centraal bovenaan het vorstendom Boisbelle

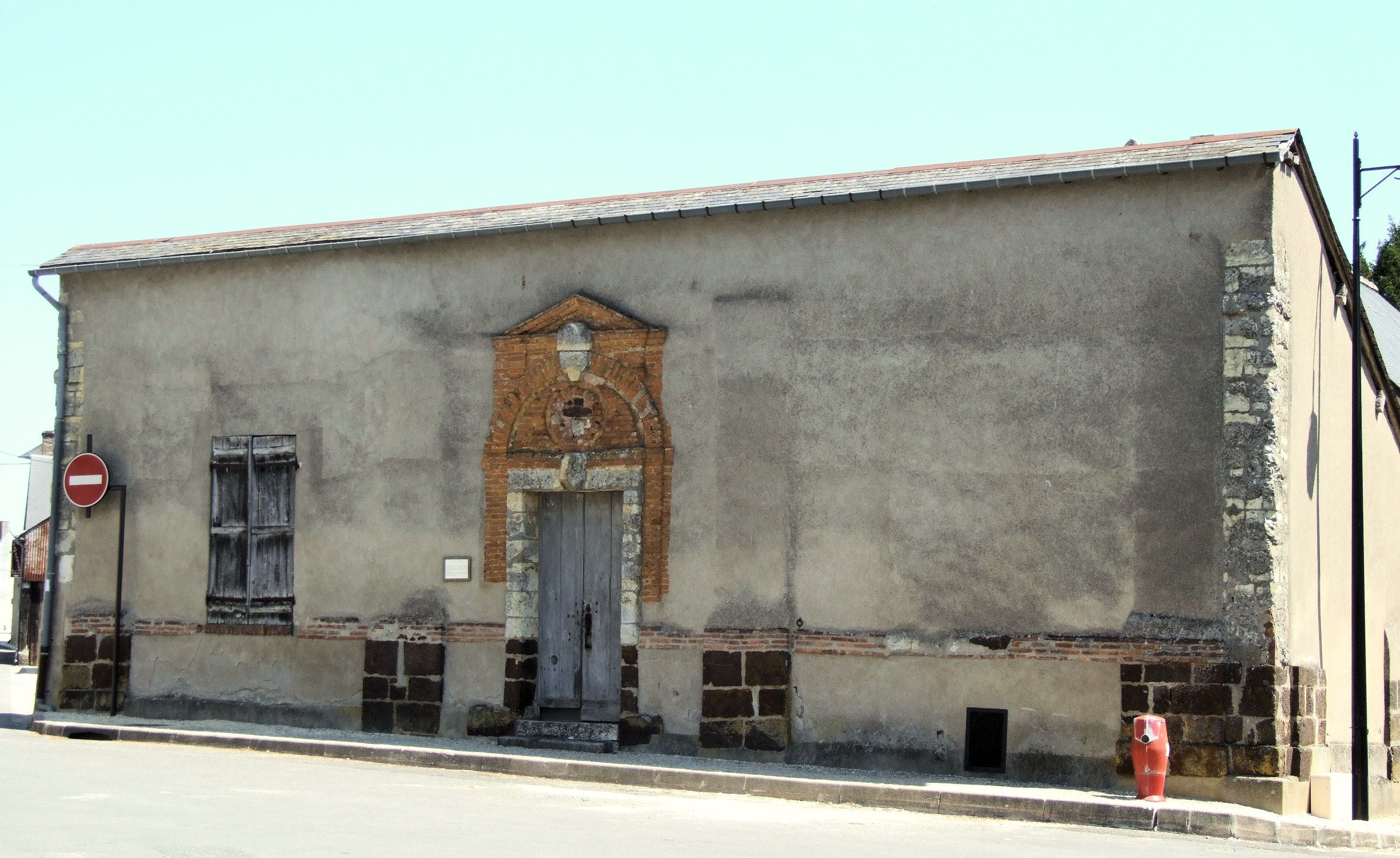
Hôtel de la Monnaie in Henrichemont

Het vorstendom Boisbelle (Frans: principauté de Boisbelle) was tijdens het ancien régime een klein vorstendom omgeven door de Franse provincie Berry. 

## Geschiedenis
De plaats Boisbelle werd al vermeld voor het jaar 1000, maar pas in de 13e eeuw werd er melding gemaakt van Boisbelle als eigengoed (franc-alleu). Jan van Berry erkende in de 14e eeuw de vrijheden van Boisbelle. De inwoners van Boisbelle waren vrijgesteld van iedere militaire verplichting en van elke belasting, ook van de zoutaccijns (gabelle). Dit laatste zorgde voor een levendige smokkel. De inwoners dienden enkel een kerkelijke tiende te betalen.
De heersers van Boisbelle hadden de volledige rechtsmacht en mochten zelf munt slaan. Pas in de 16e eeuw was er sprake van Boisbelle als vorstendom, toen het goed in handen was van de prinselijke familie d'Albret. Tijdens zijn bestaan was Boisbelle in het bezit van vijf adellijke families: Seuly, d'Albret, de Clèves, Gonzague en Béthune-Sully. Die laatste familie kwam in het bezit van Boisbelle in 1605 toen Maximilien de Béthune, hertog van Sully, het vorstendom kocht van Carlo I Gonzaga. Sully plande de bouw van een nieuwe hoofdstad en liet vanaf 1609 de nieuwe stad Henrichemont bouwen. De plannen werden slechts deels uitgevoerd en de bouw viel stil in 1612. Voortaan werd het vorstendom soms ook vorstendom Henrichemont genoemd. 
Vanaf 1766 onderhandelde een erfgenaam van Sully met afgevaardigden van de koning omtrent de overdracht van Boisbelle aan het koninkrijk Frankrijk. In 1779 werd het officieel tot Frans grondgebied verklaard, al werd aan de inwoners nog gedurende twintig jaar belastingvrijstelling verleend. In 1789 werden alle verleende privileges opgeheven.

## Omvang
Het vorstendom Boisbelle omvatte het gebied van de huidige gemeenten Henrichemont, Achères en delen van de gemeenten Menetou-Salon en Quantilly, maar niet deze dorpen zelf.